# Anton Grzywienski
Anton Grzywienski (* 3. Oktober 1898 in Tyrnau; † 9. April 1982 in Wien) war ein österreichischer Techniker.

## Leben
Nach Abschluss seines Bauingenieurstudiums an der TH Wien war Anton Grzywienski als Diplom-Ingenieur für Bauwesen bei der holländischen Regierung in Indonesien beschäftigt, ehe er 1925 nach Wien zurückkehrte. Neben beruflichen Tätigkeiten in Ingenieurbüros promovierte er 1929 an der TH Wien.
Anton Grzywienski – er habilitierte sich 1935 – wurde 1946 die Professur für Wasserbau übertragen, die er bis zu seiner Emeritierung 1971 ausfüllte. Am 15. Januar 1968 konnte das Stadtbauamt der Stadt Wien ihn als Konsulenten für die Verbesserung des Donauhochwasserschutzes in Wien gewinnen.
Anton Grzywienski – er genoss internationales Ansehen als Experte in den Bereichen Flussbau und Wasserbauanlagen – wurde 1964 mit der Verleihung des Preises der Stadt Wien für Naturwissenschaften geehrt.
Er wurde am Wiener Zentralfriedhof bestattet.

## Schriften
- Flusskraftwerke und Stromwerke. Springer, Wien 1948.
- Das Donauwerk Ybbs-Persenbeug : Die Entwicklung des Projektes. Springer, Wien 1949.